# Rani Gaun
Rani Gaun – gaun wikas samiti we wschodniej części Nepalu w strefie Meći w dystrykcie Panchthar. Według nepalskiego spisu powszechnego z 2001 roku liczył on 1041 gospodarstw domowych i 5831 mieszkańców (2997 kobiet i 2834 mężczyzn).